# Karl Gjellerup
Karl Adolph Gjellerup, född 2 juni 1857 i Roholte i Præstø kommun, död 11 oktober 1919 i Klotzsche nära Dresden i Tyskland, var en dansk författare, halvbror till historikern Sophus Michael Gjellerup och arkitekten Albert Gjellerup. Han mottog nobelpriset i litteratur 1917.

## Biografi
Gjellerup uppfostrades hos sin släkting Johannes Henrik Tauber Fibiger och tog teologiexamen 1878, även om han redan då var fritänkare. Gjellerup debuterade som författare samma år med en tendentiös nutidsberättelse influerad av Georg Brandes, En Idealist som följdes av den likaledes mot teologin riktade Det unge Danmark (1879) där en ung mans samtidiga förhållande till två kvinnor skildras; och den opolemiska Antigonos (1880). Influerade av Viktor Rydbergs Siste atenaren utgav han 1882 Germanernes Lærling, med skildringar från teologistudernas liv i Köpenhamn. Därutöver utgav han de radikala diktsamlingarna i Holger Drachmanns stil, Rødtjørn (1881) och Aander og Tider (1882).
Med reseböckerna En klassik Maaned (1884) och Vandreaaret (1885), som influerades av Goethe och Heine, frångick Gjellerup sin roll som radikal samhällskritiker och återvände till den tysk-danska idealistiska, i vilket han uppfostrats. Nu utom en rad dramer i grekisk stil, delvis även med nordiska ämnen såsom Brynhild (1884, påverkad av Algernon Swinburnes Atalanta), Hagbard og Signe (1888), Kong Hjarne Skjald (1893) och trilogin Thamyris (1887). Grundmotivet i hans diktning från denna tid är den etiskt utvecklade personlighetens konflikt med samhällets lagar. Samma motiv utvecklade han i de moderna skådespelen på prosa Herman Vandel (1891), Wuthhorn (1893), Hans Excellence (1895), som mera kan liknas energiska tankeexperiment än diktverk. Mera balanserad är Gjellerups romaner från denna tid: Romulus (1893), G-Dur (1883) och Minna (1889), alla i Ivan Turgenjevs stil Främst bland hans romaner märks den av Émile Zola influerade Møllen (1896).
1889 gav Gjellerup ut diktsamlingen Min Kærligheds Bog och 1895 en dansk översättning av Poetiska Eddan. Vid denna tid blev han, via Arthur Schopenhauer, inspirerad av indisk filosofi och buddhism. Bland verken från dennas hans senare tid märks det versifierade skådespelen Offerildene (1903) och Den Fuldendtes Hustru (1907). Bland Gjellerus senare romaner, där en skicklig fiktion döljer hans asketiska filosofi, märks Pilgrimmen Kamanita (1906), Verdensvandrerne (1910), Rudolph Stens Landpraksis (1913), Guds Venner (1916), och slutligen Den gyldne Gren (1917), som innebar en återvändo till barndomens kristendom.
Tillsammans med landsmannen Henrik Pontoppidan mottog han Nobelpriset i litteratur 1917. Han avled i Dresden, där han sedan 1892 varit bosatt.
Gjellerup var delvis en vetenskapsman; hans beläsenhet i olika litteraturer är djup och omfattande, och hans mångsidiga vetande har satt sin prägel på hans författarskap. Detta är stundom kyligare i tonen och bundet vid en alltför framträdande reflektion, som ej smält i känsla.

## Böcker på svenska
- Romulus: en berättelse från våra dagar (Romulus) (översättning A. Rundberg, Bonnier, 1884)
- Richard Wagner i sin trilogi Nibelungens ring (Richard Wagner i hans Hovedværk "Nibelungens Ring") (översättning Fredrik Vult von Steijern, Gernandt, 1899)
- Pilgrimen Kamanita: en legendroman (Pilgrimmen Kamanita) (översättning Henning Wendell, Norstedt, 1908)
- Världsvandrarne (Verdensvandrerne) (anonym översättning, Ljus, 1911)
- Guds vänner(Guds Venner) (översättning Hugo Hultenberg, 1918)
- Den gyllene grenen: berättelse från kejsar Tiberius' tid (Den gyldne Gren) (översättning Hugo Hultenberg, Norstedt, 1919)
- Kvarnen (Møllen) (översättning Ella Svanberg, Åhlén & Åkerlund, 1921)
- Minna (Minna) (översättning Erik Norling, Åhlén & Åkerlund, 1925)